# Stravaganzza
Stravaganzza es una formación musical española de metal gótico con origen madrileño. Surgió a mediados del año 2004 y en sus inicios estuvo compuesta por Pepe Herrero, Patricio Babasasa, Carlos Expósito, Fernando Martín, Rodrigo Calderón, Aroa Martín, Natalia Barrios (body painting), Noemí Pasca (bailarina) y el exvocalista de Saratoga, Leo Jiménez. Su estilo de música se podría clasificar como heavy metal de corte gótico, progresivo, y sinfónico, con influencias de metal extremo de los 90.

## Historia
En 2004 se estrenan con Primer acto, su primer disco. Este ofrece cortes como Dios u Oveja negra que ya son fijos en las presentaciones en directo del grupo. En 2005 se consolidan con Sentimientos, un disco temático que gira en torno a las diferentes sensaciones que vive el ser humano en su vida. Estos dos discos fueron grabados por la primera formación: Edu Fernández, Dani Pérez, Leo Jiménez y Pepe Herrero.
En 2005 Dani Pérez inicia lo que sería su nuevo proyecto con la banda Skizoo (a la que también se uniría un año después Edu Fernández) y, con el tiempo, abandona Saratoga, su otra banda, debido a su idea de querer dedicarse de pleno a Skizoo y Stravaganzza.
El 11 de marzo de 2006 se da a conocer la noticia de que Dani y Edu, por problemas tanto de tiempo como discográficos, no pueden compaginar su actividad entre ambas bandas y deciden dejar Stravaganzza. Esto se anunció mediante un escueto comunicado que apareció publicado en la web oficial del grupo:
"Lamentamos comunicaros que, por razones ajenas a la banda, Dani Pérez y Edu Fernández tienen que abandonar Stravaganzza. En breve, tendréis más noticias nuestras."
A raíz de ese anuncio comenzaron a correr rumores sobre la separación del grupo. Sin embargo, tanto Leo como Pepe anunciaron el día 31 de marzo la incorporación de dos nuevos miembros: Carlos Expósito, batería recomendado por el desaparecido Big Simon, y Patricio Babasasa en las labores de bajista. Por otro lado, Rodrigo Calderón -violín- y Fernando Martín -teclados-, que habían acompañado al grupo durante sus presentaciones en directo, pasan a ser miembros activos.
A mediados de mayo publican su tercer trabajo de estudio: Hijo del miedo. Se trata de un EP que incluye temas de sus dos primeros discos remezclados, por ejemplo "Pasión" (versión orquestal) y "Dios" (regrabada por la nueva formación), además de la exitosa canción "Hijo de la luna" (de Mecano) versión metal. En 2006 filman un spot para la empresa de ropa y calzado New Rock con el tema "Soledad".
En julio de 2006 empiezan a surgir los rumores de que Leo Jiménez abandonaría Saratoga en octubre para dedicarse plenamente a Stravaganzza y poder pasar a hacer giras. 
Para 2007 está planeado el tercer álbum de estudio de la banda titulado "Tercer Acto".
En noviembre de 2006 se confirma la salida de Leo Jiménez de Saratoga para dedicarse plenamente a Stravaganzza.
El 24 de mayo de 2007 salió a la luz su nuevo disco, el tercer acto llamado Réquiem. En el tema "Hombre" colabora Molly, cantante del grupo Hamlet. Otra impresionante versión de los años 80, "Eloise" que hizo famosa Tino Casal, y un giro a sonidos más extremos, sin olvidar la contundencia metálica y sus registros más góticos.
El 5 de diciembre de 2007, Stravaganzza grabaría lo que sería su primer directo en la sala Heineken. Un directo lleno de colaboraciones, donde se interpretó el tercer acto íntegro y al finalizar este álbum temas escogidos por los fanes. 
Se dio a conocer que, debido al poco interés de la compañía discográfica, este directo nunca fue editado.[cita requerida]
En diciembre de 2009 anuncian en su web oficial que están en el estudio grabando un nuevo álbum junto a su nueva discográfica DFX Discos Especiales, que será el Cuarto Acto llamado Raíces, mismo que finalmente se publicó el 27 de abril de 2010 tras varios problemas con dicha compañía, haciendo que el álbum original de Raíces tuviera una cantidad ínfima y desconocida de copias. No fue hasta años después que los miembros de Stravaganzza pudieron reeditarlo y lanzarlo de nuevo junto a la discográfica que editó los demás, Avispa Music.
A finales de septiembre de 2010 anuncian un parón indefinido debido a problemas técnicos y de infraestructura, asegurando que tarde o temprano volverían.
Tras el parón de Stravaganzza, Leo Jiménez se enfocó en una nueva banda llamada 037 (luego renombrada como Zero3iete tras su salida) para posteriormente enfocarse en una carrera en solitario, contando a la batería con Carlos Expósito, y Pepe Herrero ha proseguido con su carrera de compositor musical y colaborando con la cantante Mónica Naranjo.
El 30 de diciembre de 2016 varios componentes del grupo han anunciado en sus páginas de Facebook una posible vuelta de Stravaganzza.
El 12 de enero de 2017 se anuncia en el Facebook oficial de la banda la vuelta del grupo. El 23 de septiembre del 2017 hicieron el primer concierto en Madrid después de volver.
El 29 de septiembre del 2019 grabaron su primer disco en directo en la Sala La Riviera de Madrid llamado La Noche del Fénix.

## Miembros
- Leo Jiménez "La Bestia":  Voz y guitarra (2003-2010, 2017-presente)
- Pepe Herrero: Guitarra, orquestación (2003-2010, 2017-presente)
- Patricio Babasasa: Bajo (2006-2010, 2017-presente)
- Carlos Expósito: Batería (2006-2010, 2017-presente)

### Miembros anteriores
- Dani Pérez: Batería (2003-2006)
- Edu Fernández: Bajo (2003-2006)
- Fernando Martín: Teclados (en vivo, 2007-2010)
- Rodrigo Calderón: Violín (2007-2010)
- Aroa Martín: Coros (2007-2010)

## Discografía
- Primer Acto (2004)
- Sentimientos (Segundo Acto) (2005)
- Hijo del miedo (EP) (2006)
- Requiem (Tercer Acto) (2007)
- Raíces (Cuarto Acto) (2010)
- The Best Of... (Recopilatorio) (2010)
- La Noche del Fénix (En directo) (2020)